# Leptostylis
Leptostylis es un género con ocho especies de plantas  perteneciente a la familia de las sapotáceas. 

## Especies seleccionadas
- Leptostylis filipes
- Leptostylis gatopensis
- Leptostylis goroensis
- Leptostylis grandifolia
- Leptostylis longiflora
- Leptostylis micrantha
- Leptostylis multiflora
- Leptostylis petiolata

- Datos: Q2704426
- Multimedia: Leptostylis / Q2704426